# Самидарэ
Самидарэ (яп. 五月雨, «майский дождь») — японский эсминец типа Shiratsuyu. Корабль стал 5-м среди эсминцев этого типа.

## История
Заложен 19 декабря 1934 года на верфи Урага, Токио. Спущен 6 июля 1935 года, вошел в строй 29 января 1937 года.
Во время Второй мировой войны «Самидарэ» входил во 2-ю дивизию эсминцев, которая 29 ноября 1941 года прибыла из Японии в Мако (военно-морскую базу на Пескадорских островах). 7 декабря «Самидарэ» вышел в море, а 10 декабря вместе с ещё 6 эсминцами и лёгким крейсером он прикрыл высадку в Уигане. Американские самолеты атаковали отряд и смогли потопить и повредить несколько кораблей и судов, но «Самидарэ» не пострадал.
Начиная с 17 декабря 1941 года «Самидарэ» сопровождал силы вторжения в Лингаен, который высадился в ночь на 24 декабря. Вместе с ещё 6 эсминцами и лёгким крейсером он прикрывал 2-е транспортное подразделение, которое включало 28 транспортов и двигалось из Мако.
В начале января 1942 года «Самидарэ» и три других эсминца 2-й дивизии прикрывали высадку в Голландской Ост-Индии на острове Таракан, (всего в этой операции задействовано 11 эсминцев и 1 легкий крейсер). 6 января транспорты с войсками покинули порт Давао на юге острова Минданао (захвачен японцами 20 декабря), а ночью 11 января была начата высадка.
21 января 1942 года «Самидарэ» вместе с ещё 8 эсминцами и лёгким крейсером начал прикрывать конвой высадкой, после чего был взят Баликпапан. На этот раз прикрытие не справилось с задачей, и во время высадки в ночь с 23 на 24 января транспорты атаковали американские эсминцы, которым удалось потопить три корабля. Тем не менее, захват Баликпапана был успешным.
25 февраля 1942 года «Самидарэ» вместе с тремя другими эсминцами своей дивизии вышел из Купанга (остров Тимор) чтобы принять участие в прикрытии транспортов с войсками для вторжения на Яву (в общем к этой операции привлекли 2 тяжелых и 2 легких крейсера и 16 эсминцев). 27 февраля эсминец принял участие в битве в Яванском море, победа в которой позволила 1 марта взорвать десант на востоке Явы.
16 марта 1942 года «Самидарэ» и другие эсминцы дивизии прибыли в филиппинский залив Субик-Бей, после чего несколько недель действовали в этом архипелаге, обеспечивая блокаду района Манилы. На начало мая корабли находились в Мако, откуда 3-6 мая перешли в Японию.
В мидуэйской операции «Самидарэ» вместе с 6 другими эсминцами и легким крейсером обеспечивал охрану отряда артиллерийских кораблей адмирала Кондо.
16 июля 1942 года "Самидарэ" и 6 других эсминцев вышли для сопровождения тяжелых крейсеров "Кумано" и "Судзуя", которые проследовали через Сингапур в Бирму в рамках подготовки к рейду в Индийский океан. 30 июля крейсеры с их сопровождением добрались до Мергуй (сейчас Мьей на восточном побережье Андаманского моря).
Впрочем, через неделю союзники высадились на востоке Соломоновых островов, что положило начало шестимесячной битве за Гуадалканал и заставило японское командование перебрасывать сюда подкрепление. Как следствие, рейд в Индийский океан отменили, и «Самидарэ» вместе с 7 эсминцами собранными в Мергуи уже 8 августа 1942 двинулся для эскорта крейсеров в Микронезию (еще два эсминца последовали за ними в охране нескольких танкеров). 21 августа отряд был в районе атолла Трук, но не стал здесь задерживаться и вскоре оказался севернее Соломоновых островов, где происходило проведение конвоя с подкреплениями в Гуадалканал. Известно, что 24 августа, «Самидарэ» и два других эсминца сопровождали линкор «Муцу».
С 8 по 24 сентября 1942 г. «Самидарэ» и те же два эсминца сопровождали гидроавианосец «Куникова-Мару», который, в частности, проводил изучение Соломоновых островов и островов Санта-Крус для определения мест возможного расположения вражеских баз гидроавиации. 19 сентября «Самидарэ» провел с этой целью рекогносцировку острова Нендо.
24—28 сентября 1942 года эсминец проследовал из Трука в Палау, а в период с 30 сентября по 8 октября провел конвои с подкреплениями из Палау к якорной стоянке Шортленд — прикрытой группой небольших Шортлендских островов.
9—10 октября 1942 года «Самидарэ» проследовал из Шортленда в Рабаул (главная база Японии в архипелаге Бисмарка), откуда вместе с тремя другими эсминцами своей дивизии вышел 1-го штурмового конвоя в Тассафаронг. На пути к отряду присоединились еще четыре эсминца, которые вечером 13 октября отправились вместе с двумя транспортами из Шортленда. В ночь на 14 октября конвой начал разгрузку в Тассафаронге, а с наступлением дня потерял в результате ударов авиации три судна. Впрочем, три судна и все эсминцы смогли вернуться на Шортленд, при этом «Самидарэ» получил незначительные повреждения от близкого разрыва бомбы.
17 октября 1942 года «Самидарэ» вышел в транспортный рейс в Гуадалканал в составе отряда из 3 легких крейсеров и 14 эсминцев, а 24 числа отправился туда вместе с еще тремя эсминцами для сопровождения легкого крейсера «Юра» в рамках операции с поддержки наступления наземных войск. В последнем случае налеты авиации привели к гибели крейсера и отмене задачи, при этом «Самидарэ» в определенный момент оказывал помощь «Юра». 26 октября «Самидарэ» прибыл на Шортленд, откуда 28 октября отправился для краткосрочного ремонта на Трук, а уже 9 ноября вернулся оттуда.
11 ноября 1942 года «Самидарэ» и еще 4 эсминца вышли из Шортленда, чтобы присоединиться к отряду адмирала Абэ, который за двое суток до этого покинул Трук (в итоге собралось 11 эсминцев). По японскому замыслу, два линкора Абэ, «Кирисима» и «Хиэй», накануне подхода транспортов должны были провести артиллерийский обстрел аэродрома Хендерсон-Филд, впрочем, в ночь на 13 ноября возле Гуадалканала флот Абэ потопил американское соединение из крейсеров и эсминцев, которое понесло значительные потери, однако сорвало обстрел аэродрома. В этом столкновении «Самидарэ» принял участие в потоплении эсминца USS Monssen и повреждении легкого крейсера USS Helena. Также «Самидарэ» снял 207 членов экипажа с тяжело поврежденного эсминца «Юдати» и неудачно попытался добить его торпедой. После этого он направился на Шортленд, чтобы взорвать там спасенных моряков.
14 ноября 1942 года "Самидарэ" вместе с легким крейсером "Нагара" отправились из Шортленда и присоединились к отряду "Кирисимы", вокруг которого на этот раз собралось 9 эсминцев. «Кирисима» снова отправился для обстрела Хендерсон-Филд и погиб в ночь на 15 число в результате боя с американскими линкорами. Во время этого столкновения «Самидарє» принял участие в атаке на вражеские эсминцы, в результате которой затонули USS Benham, USS Walke, USS Preston и был поврежден USS Gwin. Также «Самидарє» пытался помочь поврежденному «Кирисиму», а затем подбирал уцелевших с этого корабля и 18 ноября доставил их на Трук.
22—27 ноября 1942 года «Самидарэ» вместе с еще одним эсминцем сопровождал тяжелый крейсер «Такао» и гидроавианосец «Ниссин» из Трука в Йокосуку. В Японии корабль прошел доковый ремонт, а 19—24 декабря эскортировал «Такао» обратно в Трук.
С 15 по 19 января 1943 г. «Самидарэ» и еще один эсминец охраняли авианосец «Дзюнйо», выходивший из Трука в рамках операции по проведению конвоя «Хэй № 1 Го». После возвращения «Дзюнйо» на базу «Самидарэ» присоединился к непосредственному сопровождению конвоя и выполнял эту задачу до 25 января.
31 января 1943 года «Самидарэ» вышел из базы и до 4 февраля эскортировал главные силы, которые патрулировали севернее Соломоновых островов с целью прикрытия эвакуации из Гуадалканала, после чего вместе с другим эсминцем был откомандирован к стоянке Шортленд для участия в эвакуационных рейсах.
4 и 7 февраля «Самидар» в составе большой группы эсминцев выходил в Гуадалканал, в обоих случаях выполняя функцию прикрытия. По завершении эвакуации 11—16 февраля «Самидарэ» проследовал из Шортленда в Палау.
Вскоре корабль снова задействовали для операций по усилению гарнизонов в Новой Гвинее. 19 февраля 1943 года «Самидарэ» вышел вместе с еще одним эсминцем для сопровождения второго эшелона конвоя «Хэй № 3 Го», следовавшего из Палау в Вевак. 26 февраля конвой прибыл в пункт назначения.
С 6 по 18 марта «Самидарэ» вместе с еще 4 эсминцами эскортировал конвой «Ханса № 1» из Палау за заливы Ханза (150 километров восточнее Вевака) и обратно. 20—25 марта корабль проследовал из Палау в Рабаул, а в конце месяца перешел в Шортленд.
31 марта 1943 года «Самидарэ» отправился в транспортный рейс на остров Коломбангара в западной части архипелага Нью-Джорджия, где японцы укреплялись после эвакуации из Гуадалканала. Этот рейс пришлось прервать из-за атаки вражеской авиации, однако 1 и 5 апреля «Самидарэ» все-таки совершил походы в Коломбангару.
7—8 апреля 1943 года эсминец вернулся в Рабаул, откуда 10 апреля отправился в новогвинейский Финшхафен, однако этот поход отменили из-за воздушной угрозы. Существуют данные, что 13 апреля "Самидарэ" выходил в Тулув на мысе Глочестер, образующий западное завершение острова Новая Британия - то есть на противоположном берегу пролива от Финшгафена.
13—16 апреля 1943 года «Самидарэ» проследовал из Рабаула на Трук, откуда 8—13 мая вместе с еще тремя эсминцами эскортировал в Японию линкор, 2 эскортных авианосца и 2 тяжелых крейсера. К моменту прибытия этого отряда в Йокосуку американцы уже начали операцию на Алеутах по взятию под контроль острова Атту. В итоге, 15—19 мая «Самидарэ» и еще один эсминец сопровождали 2 тяжелых крейсера в Парамушир. В рамках мер по противодействию враждебной операции японское командование начало накапливать силы, однако так и не успело ввести их в бой до завершения боев на Атту. Впрочем, еще оставался японский гарнизон на острове Кыска, и «Самидарэ» задержался на северном театре боевых действий.
В июле 1943 года его привлекли к эвакуации из Кыски. В период с 22 июля по 1 августа состоялась вторая попытка, в которой, кроме «Самидарэ», приняли участие 10 других эсминцев и 2 легких крейсера. На этот раз 29 июля удалось снять с Кыски гарнизон («Самидарэ» относился к отряду охраны и не транспортировал бойцов).
3—6 августа 1943 года «Самидарэ» сопровождал конвой из Парамушира в Йокосуку, после чего стал на доковый ремонт. Впрочем, уже 7—11 сентября эсминец совершил переход на Трук, вместе с еще 2 эсминцами сопровождая эскортные авианосцы «Тайо» и «Чуйо», а 14—19 сентября эскортировал в Рабаул конвой № 1143.
28 сентября и 2 октября 1943 г. «Самидарэ» в составе значительной группы эсминцев выходил в Коломбангару в рамках операции по эвакуации гарнизона острова. Во втором походе во время столкновения за американскими эсминцами «Самидарэ» получил незначительные повреждения вследствие попадания трех не сдетонировавших снарядов.
6—7 октября 1943 года «Самидарэ» и 8 эсминцев провели эвакуацию гарнизона с острова Велья-Лавелья (самый западный в архипелаге Нью-Джорджия). Здесь они вступили в бой с отрядом вражеских эсминцев, при этом считается, что именно «Самидарэ» торпедировал USS Selfridge (впрочем, этот корабль не затонул, был отремонтирован и участвовал в боевых действиях до конца войны).
К концу октября 1943 года «Самидарэ» совершил целый ряд транспортных рейсов в западном направлении — 8 числа до Тулува, 23 октября до острова Гарове, а 26 октября в Кавуву (Гавуву) на мысе Хоскинс.
Тем временем союзники готовились к большой атаке на западе Соломоновых островов и 1 ноября 1943 г. высадили десант на острове Бугенвиль. Японское командование попыталось противодействовать имеющимся в Рабауле силам, и в ночь на 2 ноября «Самидарэ» принял участие в схватке у плацдарма союзников, известной как битва в заливе Императрицы Августы. Считается, что он торпедировал эсминец USS Foote, не был потоплен. В то же время «Самидарэ» потерпел повреждения средней степени от столкновения с эсминцем «Сирацую» и двух попаданий снарядами, а в целом японский отряд потерпел поражение из-за неудачного командования.
11—14 ноября 1943 года «Самидарэ» вместе с 4 другими эсминцами и легким крейсером эскортировал с Рабаула на Трук тяжелый крейсер «Мая», который уже после битвы в заливе Императрицы Августы прибыл в архипелаг Бисмарка для организации новой атаки. сразу был поврежден в результате рейда авианосного соединения на Рабаул. На Труке «Самидарэ» прошел определенный ремонт, а 13—19 декабря последовал в Йокосуку для полноценного восстановления, которое длилось несколько месяцев. Во время последнего одна из установок главного калибра была заменена строенной установкой 25-мм зенитных автоматов.
По завершении ремонта корабль был задействован в транспортной операции «Хигаши Мацу» (Higashi Matsu), целью которой было усиление гарнизонов ряда островов Микронезии. D начале февраля 1944 года японское командование вывело из Трука основные силы флота, а 17—18 февраля эта база потерпела разгром при рейде американского авианосного соединения, поэтому главный оборонный периметр проходил через Марианские острова и Палау.
С 31 марта по 11 апреля «Самидар» вместе с еще одним эсминцем и несколькими фрегатами сопровождал конвой «Хигаши Мацу № 4» из Йокосуки на Сайпан (Марианские острова). Вражеские подлодки не без успеха атаковали отряд, тогда как действия эскорта оказались безрезультатными (в частности, известно, что «Самидарє» атаковал глубинными бомбами USS Trigger.
После Сайпана «Хигаши Мацу № 4» разделился, и «Самидарэ» сначала сопровождал конвой в Трук. По состоянию на 23 апреля он снова находился на Сайпани, откуда вышел на запад Каролинских островов вместе с еще одним эсминцем и двумя легкими крейсерами. 25 апреля корабли прибыли на Палау, а на следующее время отряд (без одного легкого крейсера) отправился дальше вместе с танкодесантным судном для перевозки войск на остров Сонсорол. 27 апреля произошла разгрузка, но уже при отходе от острова подлодка торпедировала легкий крейсер «Юбари». Через шесть часов после атаки "Самидарэ" попытался буксировать "Юбари", однако неудачно. Утром 28 апреля другой эсминец снял экипаж с крейсера, который в итоге затонул через 24 часа после попадания торпеды. «Самидарэ» же он прибыл в филиппинский порт Давао.
С 1 по 18 мая 1944 года эсминец прошел с эскортными функциями из Давао в Баликпапан, а затем в Тави-Тави в филиппинском архипелаге Сулу рядом с нефтедобывающими районами острова Борнео. К тому времени из-за действий подлодок на коммуникациях, крайне усложнявших доставку топлива в Японию, командование решило базировать главные силы флота в Юго-Восточной Азии, причем 12—15 мая они перешли из района Сингапура в Тави-Тави, ожидая неизбежной атаки. оборонительный периметр – на Марианских островах или Новой Гвинее. 30—31 мая «Самидарэ» вместе с еще 5 эсминцами эскортировали линкор «Фусо» и два тяжелых крейсера в Давао (на южном побережье филиппинского острова Минданао), после чего 2 июня этот отряд вышел для поддержки операции по доставке подкреплений на остров Биак, где в конце мая высадились союзники. Впрочем, вскоре операцию отменили. Большие корабли направились назад в Давао, а «Самидарэ» 4 июня прибыл в Соронг.
8 июня 1944 года «Самидарэ» принял участие в прикрытии транспортного рейса в Биак. Впрочем, отряду не удалось достичь цели из-за столкновения с враждебным соединением крейсеров и эсминцев, а также действия авиации (утопившей эсминец «Харусамэ»). В итоге «Самидарэ» прибыл на остров Бачан, а 13 июня достиг Баликпапан.
Между тем, 12 июня 1944 года американцы начали операцию по овладению Марианскими островами и вскоре главные силы японского флота вышли для контратаки. «Самидарэ» сопровождал один из отрядов снабжения, который 14 июня покинул Баликпапан и 18 числа присоединился к главным силам в Филиппинском море. 19—20 июня японцы потерпели тяжелое поражение в битве, во время которого «Самидарэ» вместе с 8 другими эсминцами эскортировал «отряд В» (потерял в результате воздушных налетов авианосец «Хийо»). 22 июня отряд прибыл на Окинаву, а через пару суток достиг Японии.
С 8 по 16 июля 1944 года «Самидарэ» сопровождал силы флота, которые с целью доставки подкреплений проследовали из Куре в Окинаву, а затем на якорную стоянку Лингга близ Сингапура.
7 августа 1944 года «Самидарэ» вместе с легким крейсером «Кина» направились с транспортной миссией из Сингапура в Манилу (на этом отрезке с ними следовал и эсминец «Уранами»), а затем в Палау. 18 августа «Самидарэ» наскочил на риф Веласко и не смог сойти с него.  23 августа подводная лодка «Батфиш» попал по «Самидарэ» тремя торпедами, а 26 числа — еще двумя. От последних эсминец переломался и был окончательно затоплен у островов Палау в точке 08°10′ с. ш. 134°38′ в. д..